# إلين بانغ
إلين بانغ (بالألمانية: Ellen Bang)‏ هي ممثلة ألمانية، ولدت في 16 مايو 1906 بالرايخ الألماني.

## وصلات خارجية
- إلين بانغ على موقع IMDb (الإنجليزية)